# کلیموتسی
کلیموتسی (به لاتین: Klimoutsy) یک منطقهٔ مسکونی در روسیه است که در استان آمور واقع شده‌است.